# Cavia aperea
Cavia aperea és una espècie de mamífer rosegador de la família Caviidae àmpliament distribuïda per Sud-amèrica. Es troba a l'Argentina, el Brasil, Colòmbia, l'Equador, el Paraguai, l'Uruguai i Veneçuela.
Se n'han descrit les següents subespècies:
- C. aperea aperea
- C. aperea guianae (Veneçuela, Guyana)
- C. aperea anolaimae (Bogotà)
- C. aperea nana (Bolívia)
- C. aperea resideixi (São Paulo)
- C. aperea festina (Perú)
- C. aperea hypoleuca (Paraguai)
- C. aperea pamparum (Argentina i Uruguai)
- C. aperea sodalis (Bolívia)
- C. aperea osgoodi (Perú)